# Fryderyk Henryk (książę Saksonii-Zeitz-Pegau-Neustadt)
Fryderyk Henryk (ur. 21 lipca 1668, zm. 18 grudnia 1713) – książę Saksonii-Zeitz-Pegau-Neustadt.
Syn Maurycego i Doroty z Saksonii-Weimaru. 23 kwietnia 1699 ożenił się z Zofią Angeliką Wirtemberską-Oleśnicką (1677-1700), córką księcia Chrystiana Ulryka I Wirtemberskiego i Anny Anhalt-Bernburg. Drugi raz ożenił się 27 lutego 1702 z Anną Szlezwik-Holsztyn-Sonderburg-Wiesenburg, córką księcia Filipa Ludwika i Anny z Hesji-Homburga.

## Potomstwo z Anną
- Moritz Adolf Karl (ur. 1 grudnia 1702, zm. 20 czerwca 1759)
- Dorothea Charlotta (ur. 20 maja 1708, zm. 8 listopada 1708)[1]